# Lidija Lychatsch
Lidija Petriwna Lychatsch (ukrainisch Лідія Петрівна Лихач, englisch Lidia Lykhach; * 4. Dezember 1961 in Krasnowolja, Rajon Manewytschi) ist eine ukrainische Verlegerin, Kunstkuratorin und Forscherin im Bereich naiver Kunst.

## Leben und Wirken
Lidija Lychatsch lebt seit ihrem vierten Lebensjahr in Kiew, wo sie das St.-Olga-Gymnasium absolvierte und eine Kunstschule besuchte. Sie schloss ihr Studium an der Fakultät für Journalismus der Nationalen Taras-Schewtschenko-Universität ab. Ihre ersten beruflichen Erfahrungen sammelte sie in Tscherkassy bei der Zeitung Moloda Tscherkaschtschyny, wo sie eine Kulturseite schrieb.
Nach dem Zusammenbruch der Sowjetunion initiierte Lychatsch die Zeitschrift Rodovid und im Jahr 1993 gründete sie den Verlag Rodovid Press. Rodovid press ist ein Verlag, der hochwertige Publikationen zur ukrainischen Kultur und Kunst veröffentlicht.
Neben dem Verlagswesen kuratiert Lychatsch auch Kunstausstellungen und organisiert Multimedia-Projekte. Zu ihren Interessen gehören ein breites Spektrum an Themen, darunter naive Kunst und Volkskunst, die ukrainische Avantgarde, zeitgenössische ukrainische Fotografie und zeitgenössische Kunst.
Lychatsch hat zwei Kinder und lebt in Kiew und in Kansas City. Sie ist mit dem Musikethnologen William Noll verheiratet, dem Autor von The Transformation of Civil Society. An Oral History of Ukrainian Peasant Culture, 1920s to 1930s.

## Kuratorische Arbeit (Auswahl)
- Die Bestie des Krieges – Naive Kunst aus der Ukraine. Open art museum, St. Galler 2023[7][8]
- pure art. Mystezkyj Arsenal, Kiew 2017[9]
- Through the lens: unbending life. Ukrainian Institute of Modern Art, Chicago 2019–2020[10]
- Ukrainian avant-garde: a non-fashion guide. Paris 2018[11]
- Borys Kosarev: Modernist Kharkiv, 1915–1931 Ukrainisches Museum, New York 2011[12][13]
- Ukrainian Sculpture and Icons. Ukrainisches Museum, New York 2007[14]

## Veröffentlichungen (Auswahl)
- Petro Hontschar, Lidija Lychatsch: Чисте мистецтво pure art. Rodovid press, Kiew 2017, ISBN 978-617-7482-10-8.
- Halyna Schtschupak, Petro Hontschar, Lidija Lychatsch: Панас Ярмоленко. Портрет мого краю. Rodovid press, Kiew 2006, ISBN 966-7845-33-8.
- Lidija Lychatsch, Mykola Schtok: Романа Петрук. Rodovid press, Kiew 2007, ISBN 966-7845-31-1.
- Lidija Lychatsch: Леопольд Левицький. Rodovid press, Kiew 2006, ISBN 966-7845-28-1.
- Lidija Lychatsch, Rostyslaw Sabaschta: Ікони шевченкового краю. Ukrainian folk icons from the land of Shevchenko. Rodovid press, Kiew 2000, ISBN 966-94114-9-6.